# 雨果·史特蘭奇
雨果·史特蘭奇（英語：Hugo Strange），是一名在DC漫畫出版的漫畫中登場的虛構人物與超級反派，身為超級英雄蝙蝠俠的強敵之一。他登場的時間比蝙蝠俠的經典宿敵小丑和貓女還早，他也是第一個看穿蝙蝠俠真實身分的反派。

## 出版歷史
雨果·史特蘭奇初次登場於《偵探漫畫》#36（1940年2月），創作者為鮑勃·凱恩與比爾·芬格。

## 角色傳記
雨果·史特蘭奇從小就被父母遺棄，然後在孤兒院長大。成年後他在高譚州立大學擔任精神病學的教授，但因為他私下進行了不人道的非法基因實驗而被迫離開。
為了繼續自己的實驗，史特蘭奇不惜和黑道老大薩爾·馬洛尼借錢，繼續從事他瘋狂的基因研究。除此之外，他還收買了阿卡漢精神病院的員工，將無法被治癒的患者轉到他那裏當成實驗品。他的實驗對象最後都成了有50英尺高、沒有自己思維的怪獸人，史特蘭奇於是驅使自己的成果去搶劫，好獲得更多的資金來完善自己的研究與還債。這也引來了蝙蝠俠阻止他搶劫的行動。
這引起了史特蘭奇的注意，他認為蝙蝠俠有他夢寐以求的完美基因，不過就在此時他的怪獸人與向他催債的黑手黨發生了爭執，雙方展開劇烈戰鬥，史特蘭奇最後和他的研究成果一起消失在爆炸的火海之中。
史特蘭奇之後再次出現時是在一場電視訪問上，他暢談了他對蝙蝠俠的心理分析，當時的高譚警局局長於是命令時任隊長的詹姆斯·高登組織一個特別行動隊伍去對付蝙蝠俠，史特蘭奇則擔任該部隊的顧問。史特蘭奇則打算藉此解開蝙蝠俠的身分之謎。
他推論蝙蝠俠一定有失去所愛之人的經歷，於是他調閱警方的檔案開始搜索相關線索。在此期間他對蝙蝠俠的執著使他自己想成為蝙蝠俠，並在私底下製作了一套蝙蝠俠的服裝。而在和蝙蝠俠對峙時，史特蘭奇使用了迷幻藥使蝙蝠俠從高處摔落，這時蝙蝠俠不由自主地喊出了父親、母親的詞語。加上他知道蝙蝠俠有許多高科技裝備，這些都需要大量的金錢在背後支持，於是史特蘭奇便推理出蝙蝠俠就是布魯斯·韋恩。
這時候史特蘭奇認為自己已經可以成為新的蝙蝠俠，但他的計畫失敗，自己在假扮成蝙蝠俠時則被自己組織起的特別部隊槍擊而掉進高譚市的港口生死不明。
後來史特蘭奇成功活了下來，並與稻草人合作想抓住蝙蝠俠，不過稻草人背叛了他，並將他殺害。而在稻草人與蝙蝠俠決戰時的最後關頭，史特蘭奇奇蹟似的再次出現，並拖著稻草人一起被湧進的河水沖走。

## 其他版本

### 蝙蝠俠'66
於這部版本裏，雨果起初是一名阿卡漢精神病院的心理醫師，直到後來於《蝙蝠俠'66遇上紳士密令》（英語：Batman '66 Meets the Man from U.N.C.L.E..）一章中才揭露是一名反派。

## 其他媒體

### 動畫
- 《蝙蝠俠：動畫系列》：由Ray Buktenica配音。
- 《新蝙蝠俠》：由Frank Gorshin和Richard Green配音。
- 《少年正義聯盟》：由Adrian Pasdar配音。

### 電視劇
- 《萬惡高譚市》：由黃榮亮[3][4]飾演。

### 電影
- 《樂高蝙蝠俠電影》

### 電子遊戲
- 《樂高蝙蝠俠》：登場於NDS版。
- 《超級英雄：武力對決》：僅客串於阿卡漢精神病院的背景中，登場形象為《蝙蝠俠：阿卡漢城市》的形象。

#### 蝙蝠俠：阿卡漢系列
- 《蝙蝠俠：阿卡漢瘋人院》：本人未登場，但於阿卡漢宅邸中的檔案庫裏，可以透過對環境的調查解鎖雨果·史特蘭奇的人物訊息。
- 《蝙蝠俠：阿卡漢城市》：本作主要反派，由科瑞·伯頓配音。

在本作遊戲裏，雨果·史特蘭奇身為「阿卡漢城市」監獄設施的主管，和蝙蝠俠是初次見面和對峙，他同樣靠自己的方式得知蝙蝠俠之身份後，將其逮捕進阿卡漢城市裏。就在蝙蝠俠於監獄中相繼打敗各個危險犯人時，雨果等待十小時後啟動十號規程：授權所有武裝直升機對設施內部發動導彈攻擊。而他的計畫最終被蝙蝠俠挫敗，連手下的保全隊都集體被蝙蝠俠擊敗。但於最後揭露，他和忍者大師為合作關係，兩者合作建立這座監獄是為了要將高譚市所有罪犯全部集中於一塊區域，最後發動十號規程來一舉消滅罪惡。由於雨果剷除蝙蝠俠以失敗告終，他被忍者大師背後捅刀以遺棄，但雨果臨死之際口述啟動眾人所在的觀測中心之自毀程序。爆炸讓他的遺體炸個粉碎，但也讓忍者大師於高處落下的同時刺腹自殺身亡。他死後，蝙蝠俠從一些罪犯的對話裏可以聽見很多罪犯慶幸他自食其果，還會有一些罪犯稱他們撿到一塊雨果的“碎片”。